# Денкерк (филм)
Денкерк (енгл. Dunkirk) америчко-британско-француско-холандски је ратни трилер филм из 2017. године у режији и сценарију Кристофера Нолана, док су продуценти филма Ема Томас и Нолан. Филмску музику је компоновао Ханс Цимер. Филм приказује неколико појединаца у Бици за Денкерк и Операцији Динамо. „Денкерк” је познат као изузетно скуп и амбициозан пројекат, који се истицао за савремени Холивуд некарактеристичним стилом нелинеарне нарације, као и некориштењем компјутерских специјалних ефеката (CGI)
У филму је престављена ансамблска подела улога коју чине Фион Вајтхед, Том Глин−Карни, Џек Лауден, Хари Стајлс, Анајрин Барнард, Џејмс Дарси, Бари Коган, Кенет Брана, Килијан Мерфи, Марк Рајланс и Том Харди. Светска премијера филма је била одржана 19. јула у Француској, 20. јула у Холандији, док је се у Сједињеним Државама и Великој Британији почео приказивати 21. јула 2017. године.
Буџет филма је износио 100 милиона долара, а зарада од филма је 530,4 милиона долара.
Филм је добио три номинације за Златни глобус — за најбољи филм (драма), најбољег режисера и најбољу оригиналну музику.
Такође, добио је и осам номинација за БАФТА награду укључујући награде за најбољи филм, најбољу режију и најбољу фотографију.
23. јануара 2018. године филм је добио осам номинација за награду Оскар, укључујући награде за најбољи филм (Томас, Нолан), најбољег режисера (Нолан) и најбољу фотографију (Хојтема).
На 90. додели Оскара 2018. године филм је добио три Оскара — за најбољу монтажу звука, најбоље миксање звука и најбољу монтажу (Смит).

## Радња
Радња се догађа у пролеће 1940. када се, за време велике немачке офанзиве на почетку Другог светског рата, Британске експедиционе снаге на северу Француске нашле одсечене од остатка савезничких снага, те су биле присиљене на евакуацију из луке Денкерк. Филм се састоји од три, паралелне, испочетка неповезане приче, која приказује збивања на копну, мору и ваздуху; у првој је протагонист британски војник који на плажама покушава да пронађе превоз за Британију, у другој група цивилних помораца која својим бродићем плови преко Ламанша како би помогла при спашавању војника, а у трећој група РАФ-ових пилота која покушава да одбије нападе Луфтвафеа на британске бродове. 

## Улоге
| Глумац          | Улога           |
| --------------- | --------------- |
| Фион Вајтхед    | Томи            |
| Том Глин−Карни  | Питер Досон     |
| Џек Лауден      | Колинс          |
| Хари Стајлс     | Алекс           |
| Анајрин Барнард | Гибсон          |
| Џејмс Дарси     | капетан Винат   |
| Бари Коган      | Џорџ Мајлс      |
| Кенет Брана     | командир Болтон |
| Килијан Мерфи   | Шиверинг војник |
| Марк Рајланс    | Досон           |
| Том Харди       | Фариер          |